# Treno Alta Frequentazione
Il Treno ad Alta Frequentazione (TAF) è un elettrotreno leggero a due piani in composizione bloccata di 4 elementi con velocità massima di 140 km/h, realizzato alla fine degli anni novanta del XX secolo per Trenitalia e Ferrovie Nord Milano, dedicata ai servizi regionali e al traffico pendolare.
Una variante del TAF a maggiori prestazioni è stata successivamente costruita per le ferrovie marocchine (elettrotreni Z2M). Evoluzione del TAF è invece il Treno Servizio Regionale (TSR) costruito per Trenord.

## Classificazione
Il TAF è  un convoglio a composizione bloccata formato da una motrice (M), due rimorchiate intermedie (R) e una motrice attrezzata per invalidi (MH).
Tra i 155 esemplari di TAF costruiti ve ne è stato uno, il numero 83, che dal 2010 ha circolato composto da soli 3 elementi anziché 4; in tale anno una delle due casse intermedie originariamente presenti è stata gravemente danneggiata da un incendio doloso e rimossa ed il mezzo è stato ricomposto solamente con le tre casse rimanenti.
Successivamente la composizione è stata riportata a quattro casse prelevando una carrozza intermedia dal convoglio numero 60.
Le Ferrovie dello Stato hanno classificato le motrici ALe 506 (M) e ALe 426 (MH) e le rimorchiate Le 736.
Le Ferrovie Nord Milano hanno classificato le motrici EB 760 (M) ed EA 761 (MH) e le rimorchiate EB 990.

## Costruttore
La gara, varata dalle Ferrovie dello Stato nel 1993, fu vinta da un consorzio italiano composto da:
- ABB Tecnomasio, incaricata della costruzione dei motori
- Ansaldo Trasporti, per l'elettronica di trazione e gli impianti elettrici
- Breda Costruzioni Ferroviarie poi AnsaldoBreda, per le casse, i carrelli e gli allestimenti interni
- Firema per la maggior parte degli impianti di bordo e i banchi di manovra.

La progettazione di concept è stata affidata alla società italiana di design Pininfarina, che era già intervenuta nel settore ferroviario partecipando alla progettazione dell'ETR 500.

## Descrizione
Il TAF è il primo elettrotreno italiano concepito esclusivamente per i servizi regionali e suburbani ed il secondo rotabile italiano ad adottare una struttura a due livelli, dopo le Carrozze Due Piani "Casaralta" introdotte nel 1979. Sono presenti quattro compartimenti passeggeri per ognuna delle 4 carrozze, due piccoli laterali ad altezza intermedia sopra i carrelli, uno basso centrale e uno alto centrale. Il convoglio ha la particolarità di presentare le porte delle casse di testa e di coda più strette di quelle delle due casse intermedie. Il piano superiore e quello inferiore sono collegati da una scala curva, spesso criticata per la sua scomodità.
Tutti gli impianti elettrici e di servizio sono posti sulle motrici ai due capi del treno, dove si trovano anche le toilettes del treno (con impianto a circuito chiuso, quindi senza scarico sul binario). I motori asincroni sono mossi da un sistema ad azionamento trifase, sono raffreddati a ventilazione forzata e sono posti sulle due motrici.
Ogni motrice è provvista di due motori asincroni trifase comandati dall'azionamento.
I convertitori statici sono due e funzionano a sistema ridondante: uno solo è, in condizioni operative normali, sufficiente per tutto il treno, ed il secondo si rende sempre disponibile per un subentro in caso di guasto.
Il sistema di trasmissione è a ruote dentate a tre rapporti, pensato per migliorare l'accelerazione a scapito della velocità; le velocità elevate infatti non fanno parte del profilo di missione di questi veicoli, che sono omologati per una velocità massima di 140 km/h. Nonostante ciò, essendovi solo due carrelli motori per un treno a due piani con lunghezza totale di quasi 105 metri, l'accelerazione e la ripresa restano piuttosto bassi, e ciò rappresenta una pecca non da poco per quanto riguarda un uso metropolitano in stile S-Bahn del convoglio. Un'altra criticità consiste nel fatto che si tratta di un treno con un rapporto potenza/peso piuttosto elevato, pertanto può essere soggetto a slittamenti in caso di pioggia. 
I convogli sono accoppiabili in comando multiplo fino ad un massimo di due treni; a questo scopo sono presenti, sulle testate di estremità, accoppiatori automatici. 
A partire dal 2018 è iniziato un importante ammodernamento dell'elettronica di questi treni, normalmente eseguito in sede di revisione generale, che consiste principalmente nella sostituzione degli inverter di trazione a GTO con inverter ad IGBT, ognuno dei quali alimenta un solo motore, mentre nella configurazione originale ogni inverter alimentava entrambi i motori di uno dei carrelli di trazione; ciò consente una migliore gestione dell'aderenza e permette, in caso di guasto, di escludere anche uno solo dei motori di trazione, con evidenti vantaggi in termini di minore perdita di aderenza e di coppia motrice in caso di funzionamento in condizioni degradate. Sono stati inoltre aggiornati anche altri impianti elettrici, elettronici ed informatici ausiliari ed è stato applicato un impianto antincendio nel comparto viaggiatori, in osservanza alle attuali disposizioni di legge.
Le zone principali di impiego di questi treni sono le aree metropolitane di Roma, dove sono in servizio sulle linee FL, di Milano, dove sono impiegati su molte delle relazioni regionali e suburbane gestite da Trenord, di Napoli, dove sono impiegati nel servizio ferroviario metropolitano (in particolare tra Caserta e Napoli Campi Flegrei e tra Napoli Centrale e Torre Annunziata Centrale), e di Torino, dove sono impiegati sulle relazioni del servizio ferroviario metropolitano, nello specifico sulla linea SFM 2 e, da gennaio 2024, con l'attivazione del collegamento diretto con l'aeroporto di Caselle, anche sulle linee SFM 4 e SFM 7. 
Il primo ordine di TAF è stato suddiviso tra Trenitalia e il Gruppo FNM in ragione di 14 mezzi ai primi e 16 ai secondi. Parte dei mezzi per FNM sono stati dotati di un arredo interno differenziato e di una livrea rossa e bianca (Malpensa Express) invece di quella normale verde e bianca. Questo primo ordine non era dotato del sistema di ripetizione del segnale, poi inserito di serie sui mezzi della seconda e terza serie. In seguito i mezzi in dotazione sono stati aggiornati.
Dal 2025, in funzione dell'acquisto dei nuovi elettrotreni Rock per il servizio metropolitano, la dotazione dei TAF romani si è ridotta, due di essi, n.02 e 28, sono stati demoliti o ceduti alle Ferrovie Marocchine come fonte di parti di ricambio, mentre altri rassegnati ad altre regioni italiane.

## Livree e interni
I TAF, essendo stati impiegati nel tempo da diversi operatori di trasporto, hanno assunto diverse livree.

### Livree Trenitalia
I TAF di Trenitalia vennero realizzati con la livrea XMPR, sostituita a partire dal 2014 dalla livrea DPR basata sui colori grigio, blu e giallo. Sul TAF n 58 è stata applicata la nuova livrea Regionale, che andrà a sostituire la livrea DPR su tutti i treni regionali di Trenitalia.

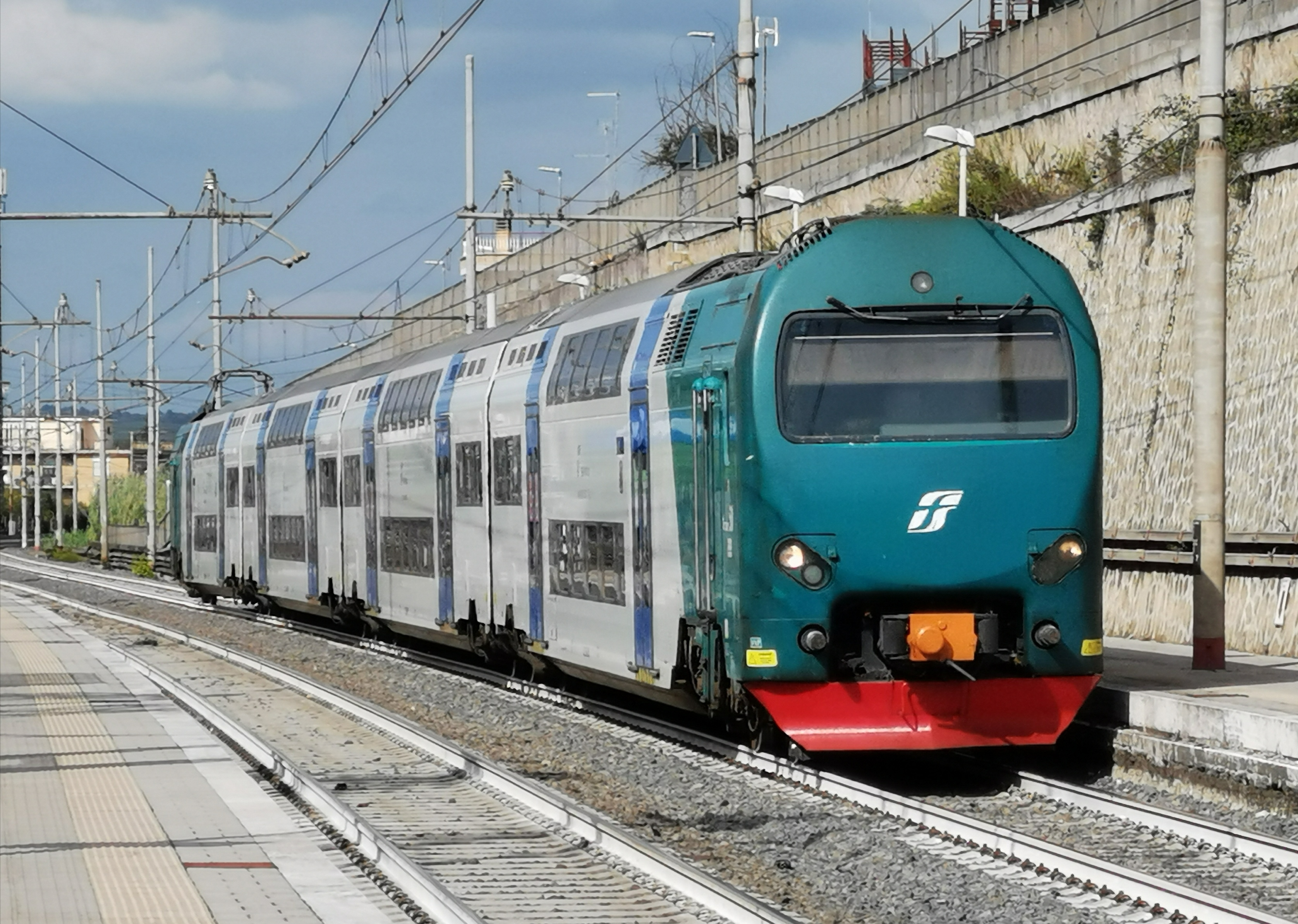
Un TAF in livrea XMPR, presso la stazione di Settebagni.

### Livree Gruppo FNM
I TAF delle Ferrovie Nord Milano entrarono in servizio nella livrea FNM bianco-verde, per passare intorno al 2009 alla variopinta livrea LeNord. Facevano eccezione alcuni 

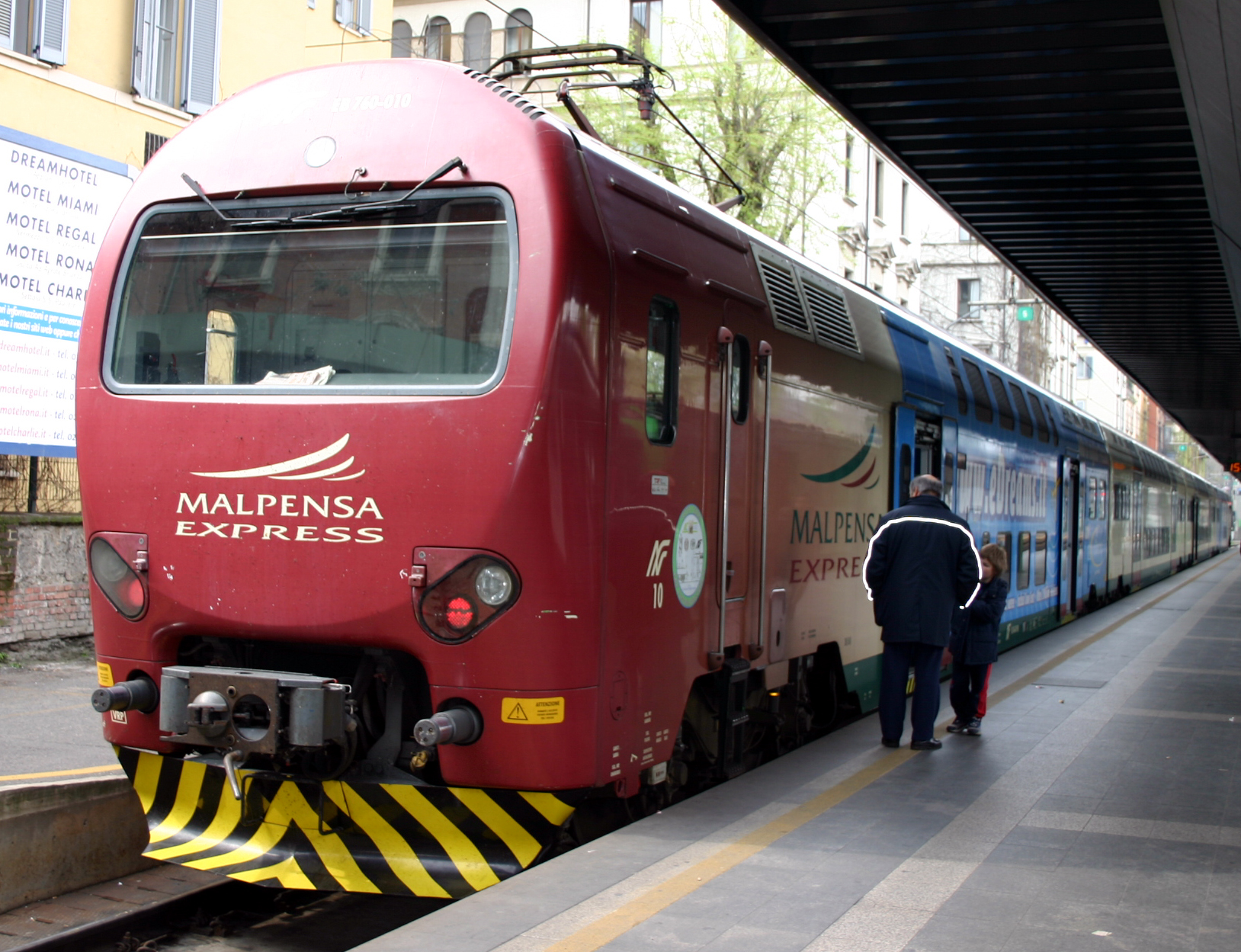
Un TAF in livrea Malpensa Express alla stazione di Milano Cadorna.

elettrotreni, quelli dotati di allestimenti interni specifici per l'uso sul servizio "Malpensa Express" (per il quale i TAF si rivelarono essere comunque non ottimali, venendo poi sostituiti dai treni CSA, costruiti appositamente per tale servizio), che rivestivano la livrea color amaranto dedicata a tale servizio. In seguito alla costituzione della società Trenord, tutti i TAF delle FNM e quelli di Trenitalia assegnati alla direzione regionale della Lombardia sono passati in uso a Trenord e sono stati gradualmente pellicolati nei nuovi colori sociali.

### Ristrutturazione dei convogli Trenord
Nel 2021 è stato eseguito per alcuni complessi di Trenord un processo di revamping con l'installazione di nuova elettronica, nuove sedute ed aree per le biciclette elettriche.
A partire dal mese di gennaio 2024, tutti i 34 TAF in possesso di Trenord stanno venendo sottoposti ad un profondo intervento di restyling, mediante la sostituzione dei sedili con dei nuovi in ecopelle (ottenuta riciclando parte dei precedenti), l'aggiunta di display informativi, di apparati audio digitali, di 3 postazioni per biciclette, di telecamere di videosorveglianza ad alta definizione e di una "scatola nera" per la registrazione dei dati diagnostici. Sono inoltre previsti il rinnovo e il raddoppio dei convertitori di trazione (utili in caso di guasto), il quadruplicamento della catena di trasmissione (sempre utile in caso di guasto), l'applicazione della nuova livrea aziendale con i loghi di regione Lombardia, l'adozione di un nuovo sistema di illuminazione a LED. 
Tali interventi dovrebbero permettere ai rotabili, ormai più che ventenni, di continuare il servizio per un'altra decina d'anni, garantendo un migliore risparmio energetico, più comfort e sicurezza ai viaggiatori.

## Variante Z2M per le Ferrovie Marocchine
Il 22 gennaio 2007, alla presenza del re del Marocco Mohammed VI, sono iniziate le consegne alle ferrovie del Marocco (ONCF - Office National des Chemins de Fer du Maroc) di 24 convogli Z2M, direttamente derivati dai TAF. A differenza dei mezzi omologhi italiani, i TAF in Marocco sono usati per servizi di fascia alta, eseguendo corse veloci fra Fès e Casablanca, con velocità di crociera di 160 km/h (anche se la versione del TAF per le ferrovie marocchine è stata progettata per raggiungere una velocità massima di 180 km/h), e servizi navetta rapidi fra Casablanca e la capitale Rabat. Vista la distanza coperta dal treno, si è provveduto a cambiare l'allestimento interno, dotando i convogli di una sezione di prima classe e di un bar. I posti sono 52 in prima classe e 361 in seconda, con sedili diversi da quelli italiani, dotati di poggiatesta tradizionale. La livrea esterna presenta sgargianti colori arancio ed avorio e le filettature sui finestrini nere.

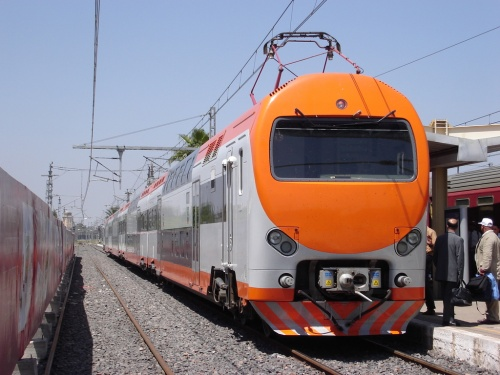
Elettrotreno Z2M delle ferrovie marocchine

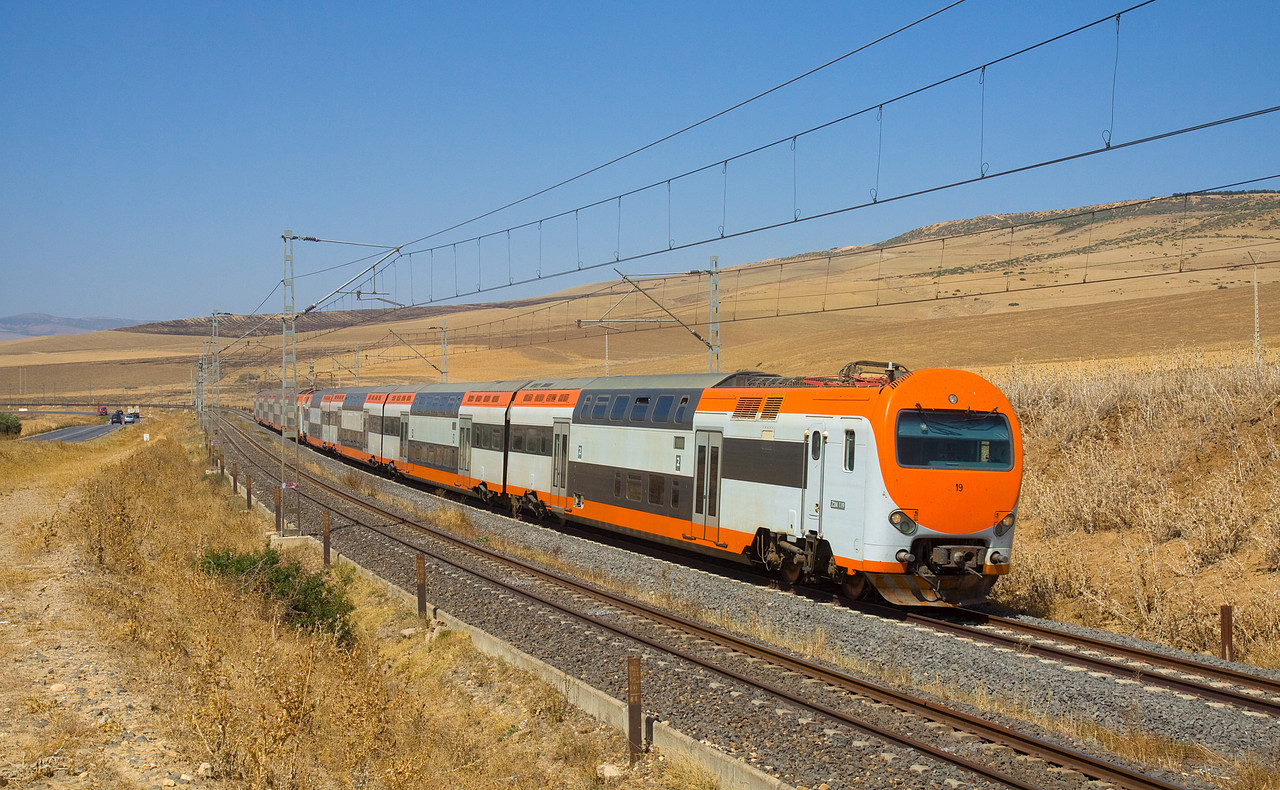
Treni Z2M in corsa sulla Tangeri-Casablanca